# كيريل بافلوفسكي
كيريل بافلوفسكي مواليد 18 سبتمبر 1983 في سكوبيه، جمهورية مقدونيا، هو لاعب كرة سلة مقدوني. بدأ مسيرته الاحترافية في سنة 1999. يلعب في الدوري المقدوني لكرة السلة كلاعب وسط. لعب مع نادي ريد ستار لكرة السلة في الدوري الأوروبي لكرة السلة وأيه إي كي لارنكا في دوري أبطال أوروبا لكرة السلة.

## روابط خارجية
- كيريل بافلوفسكي على موقع الاتحاد الدولي لكرة السلة (الإنجليزية)
- كيريل بافلوفسكي على موقع كرة السلة الأوروبية.كوم (الإنجليزية)
- كيريل بافلوفسكي على موقع بروبوليرز (الإنجليزية)